# Autoritatea Națională pentru Sport și Tineret
Autoritatea Națională pentru Sport și Tineret (ANST) a fost o instituție de specialitate a administrației publice centrale din România, cu personalitate juridică, aflată în subordinea Ministerului Educației, Cercetării, Tineretului și Sportului.
Aceasta a avut drept obiectiv elaborarea și aplicarea strategiei și a programului de guvernare în domeniile tineretului și sportului.
În domeniul sportului, Autoritatea a avut atribuții specifice în elaborarea și susținerea strategiei generale a organizării și dezvoltării activității sportive și în reprezentarea intereselor statului în raport cu federațiile sportive naționale.
De asemenea, a conlucrat cu o altă intituție cheie în domeniu, Comitetul Olimpic și Sportiv Român (COSR), în finanțarea și derularea programelor privind pregătirea și participarea sportivilor români la jocurile olimpice precum și pentru promovarea valențelor educative ale olimpismului.
Autoritatea Națională pentru Sport și Tineret a fost înființată la data de 15 ianuarie 2010, când a preluat atribuțiile din domeniul tineret și sport, personalul, patrimoniul și bugetul fostului Minister al Tineretului și Sportului. A funcționat până în 2013.

## Conducerea
Președinții instituției:
- Doina Melinte, 3 martie 2010 - 31 mai 2012 [5]
- Carmen Tocală, 31 mai 2012 - ianuarie 2013[6][7][8]